# Gottschalk van Geldern

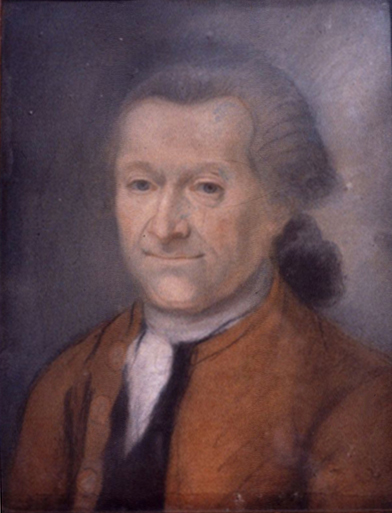
Gottschalk van Geldern, Pastell auf Papier, Leo Baeck Institut

Gottschalk Lazarus van Geldern, auch de Geldern oder von Geldern (* 30. November 1726 in Düsseldorf; † 12. Oktober 1795 ebenda), war ein Allgemeinmediziner in Düsseldorf und Vorsteher der Judenschaft in Jülich-Berg. Er war Großvater des Schriftstellers Heinrich Heine.

## Leben
Van Geldern war das dritte Kind des jülich-bergischen Hoffaktors Lazarus van Geldern (* 1695; † 24. November 1769) und dessen Ehefrau Sara Lea, geborene Preßburg (* 1695; † 21. April 1741), und ein Enkel des Hoffaktors Joseph Jacob van Geldern. Das Ehepaar bewohnte mit seinen elf Kindern ein vornehmes Haus in der Düsseldorfer Neubrückstraße 23, das der Familie seit 1716 gehörte. Die Kinder erlernten Hochdeutsch, Französisch, Latein und Arithmetik, sie ritten, tanzten und fochten. Mit dem Wohlstand der Familie ging es allerdings bergab, 1746 war sie bankrott. Gleichwohl konnte Gottschalk van Geldern an der Universität Duisburg, die Juden gegenüber aufgeschlossen war, Medizin studieren. Innerhalb seiner Familie, deren männliche Angehörige vorwiegend als Hoffaktoren wirkten, wählte er damit einen neuen Berufszweig, den eines „Judendoktors“, der mangels Emanzipation als akademischer Beruf am ehesten in Frage kam. Unter dem Titel Disputatio Inauguralis Medica de Raucedine promovierte er am 14. Januar 1752 über das Krankheitsbild der Heiserkeit. Die Arbeit widmete er dem jülich-bergischen Landesherrn, dem Kurfürsten Karl Theodor von Pfalz-Bayern, und dessen Verwandten Friedrich Michael, Pfalzgraf von Zweibrücken-Birkenfeld.
Er ließ sich in Düsseldorf nieder und heiratete 1754 Sarla Bock (* um 1730; † 2. Januar 1779) aus Siegburg. Das Paar hatte fünf Kinder, außer drei Töchtern, darunter Betty, die spätere Mutter Heinrich Heines, auch Joseph Gottschalk (* 24. November 1765; † 25. April 1796), den späteren Leibarzt und Hofrat des Kurfürsten Karl Theodor, und Simon (1768–1833), einen späteren Assistenten von Heines Vater Samson Heine. Die finanziellen Verhältnisse der Familie Gottschalk van Geldern, die nebenbei eine Pfandleihe betrieb, wurden als zufriedenstellend beschrieben. Als Arzt genoss er hohe Anerkennung.
Wie sein Vater Lazarus bekleidete Gottschalk van Geldern das Amt eines „Obervorgängers“ der „vergleiteten“ Judenschaft in Jülich-Berg. In dieser Funktion oblag ihm die Fürsorge sowie die Entscheidung über die Steuerumlage und über die Niederlassung zuziehender Familien im Rahmen der vom Landesherrn erteilten Geleitkonzession. Außerdem hatte er großen Einfluss auf die Berufung eines für Religionsangelegenheiten und Jurisdiktion zuständigen Rabbiners, so auch 1779 bei der Berufung von Löb Scheuer, dem späteren Schwiegervater seines Neffen Joseph Lambert Cohen (1763–1809).
Ein Porträt Gottschalk van Gelderns (Pastell auf Papier, 41,5 × 33 cm) verblieb über 200 Jahre im Besitz der Familie, ehe es 1958 dem Leo Baeck Institut überlassen wurde.